# Louis de Geer (1587-1652)

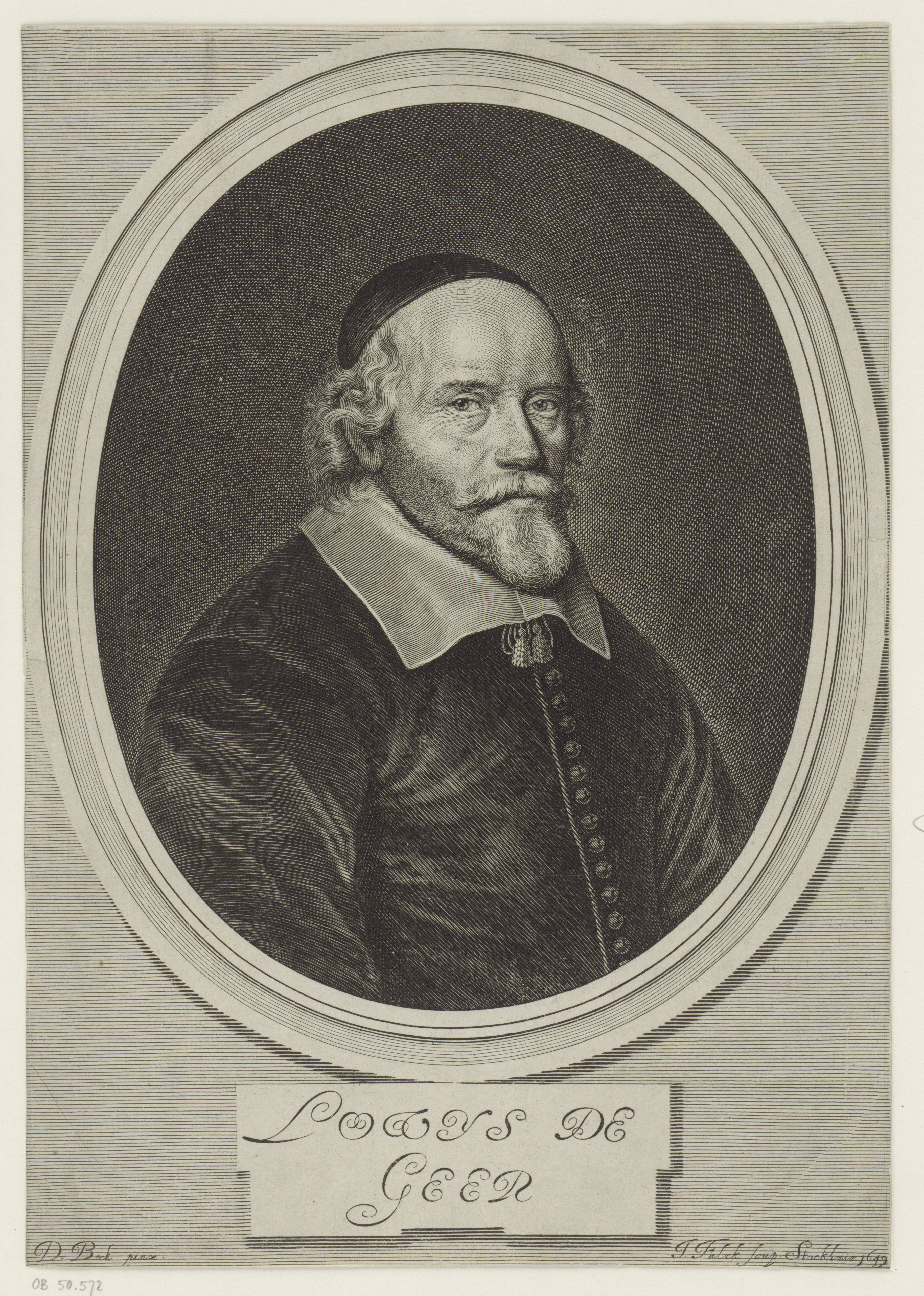
Portret van koopman Louis de Geer
(1649), gravure door Jeremias Falck, Rijksmuseum Amsterdam

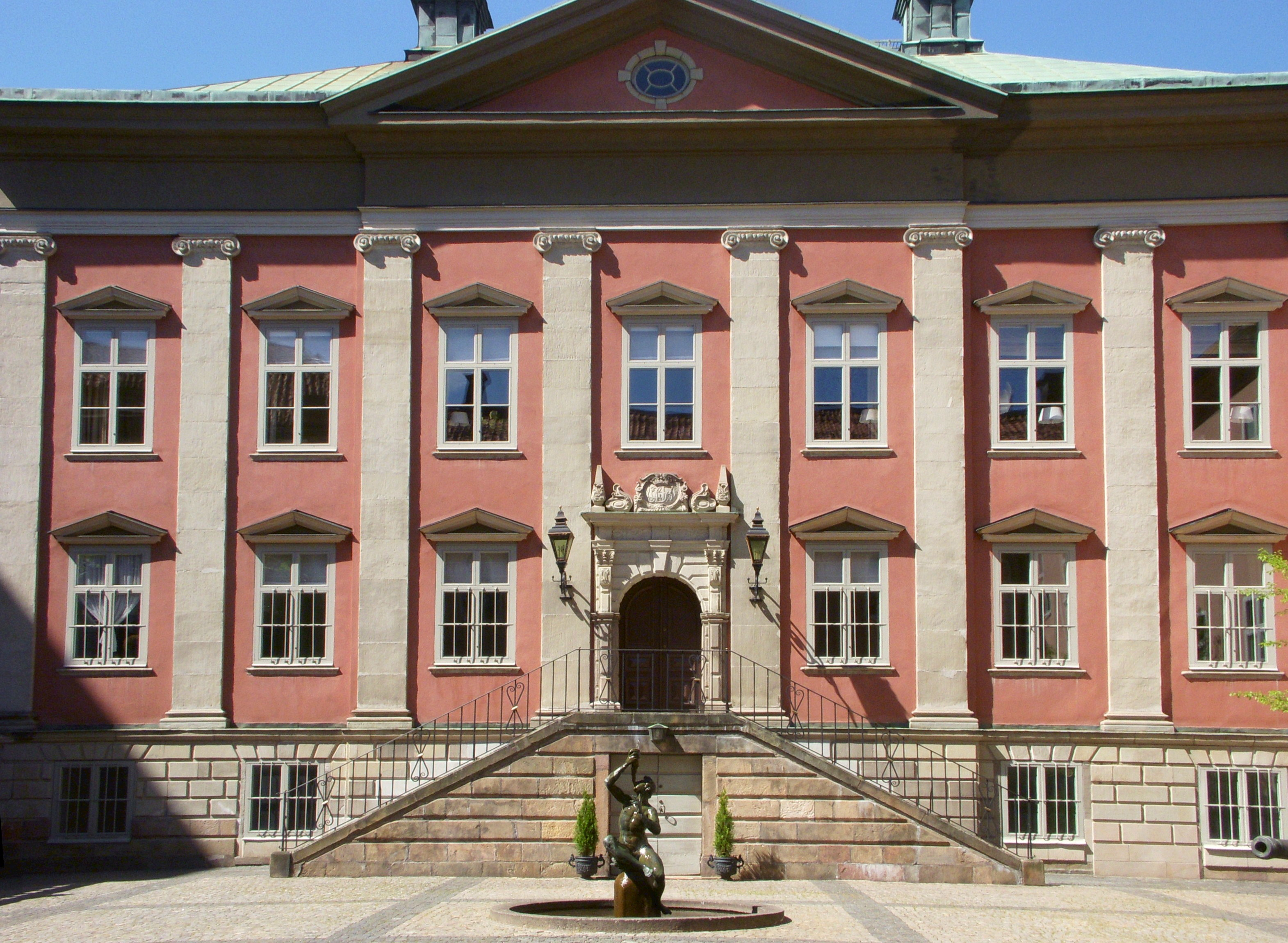
Het woonhuis van Louis de Geer in Stockholm

Louis de Geer (Luik, gedoopt 17 november 1587 – Amsterdam, 19 juni 1652) was een Waals/Nederlandse metaal- en wapenhandelaar die kanonnen leverde voor de protestantse zaak in zowel De Nederlanden (admiraliteit, VOC en WIC), Duitsland als Zweden. De Geer speelde een belangrijke rol in de opkomst van de Zweedse metaalindustrie en de deelname van Zweden in de trans-Atlantische driehoekshandel. Enkele nakomelingen van De Geer bekleedden hoge posities in zowel Zweden als Nederland.

## Biografie

### Luik
Het slot van zijn familie stond in Geer in het prinsbisdom Luik. Louis de Geer werd geboren in de stad Luik, vanouds een centrum voor ijzerertswinning. Zijn exacte geboortedatum is niet bekend, maar hij werd gedoopt op 17 november 1587.

### Dordrecht
De Geer was nog geen tien jaar oud toen zijn vader naar Dordrecht verhuisde. Nadat zijn vader overleden was werd hij als vijftienjarige naar La Rochelle gestuurd om daar het vak van koperslager te leren. Drie jaar later, in 1605, keerde hij terug naar Dordrecht. Hij trouwde daar met Adrienne Gérard, die ook tot de plaatselijke Luikse gemeenschap behoorde. Louis De Geer was een zwager van Pieter Corneliszoon Hooft en Jacob en Elias Trip.

### Amsterdam
Als rijke bankier en industrieel vertrok hij in 1615 naar Amsterdam. Daar voerde hij in hetzelfde jaar met toestemming van de Staten-Generaal 400 kanonnen en kogels in ten behoeve van de admiraliteiten en dreef nadien nog een uitgebreide handel in krijgsbehoeften. Een dergelijke handel werd ook gedreven door zijn zwager, Elias Trip, eveneens gevestigd in Amsterdam.
Het uitbreken van de Dertigjarige Oorlog in 1618 en het hervatten van de Tachtigjarige Oorlog in 1621 (die toen geen opstand meer was maar door de Spaanse erkenning van de Republiek in 1609 een oorlog tussen soevereine staten) deden de vraag naar wapens toenemen en joegen de prijzen omhoog. Al in 1618 leverde De Geer wapens aan Gustaaf II Adolf van Zweden en in 1623 had hij zich ingekocht in een Zweedse handelscompagnie (mogelijk met behulp van Jan Rutgers, eveneens afkomstig uit Dordrecht).

### Zweden
In 1627 emigreerde De Geer naar Zweden, voornamelijk om de lasten van de tol in de Sont te omzeilen. Louis verkreeg van de Zweedse koning het monopolie op de koper- en ijzerhandel. In Zweden introduceerde hij de Waalse hoogoven en bouwde in dat land het eerste grootschalige bedrijvencomplex op.
De Geer werkte zo goed en kwaad als het ging samen met de families Trip en De Besche. In 1634 kocht hij het Huis met de Hoofden op de Keizersgracht, inclusief de schilderijen en de bloembollen. In deze periode vormde dit huis ook een gastvrij ontmoetingspunt van vrijdenkers die in het tolerante Amsterdam een veilige haven vonden. Zowel vader Louis als oudste zoon Laurens de Geer ondersteunden studie en publicaties van dissidente schrijvers en filosofen. Zo realiseerden zij in hun huis een veelzijdige bibliotheek, onder meer ten behoeve van het werk van Comenius. De Geer's echtgenote stierf na de geboorte van het zestiende kind. In 1638 leidde hij Karel X Gustaaf van Zweden in Amsterdam rond.
In 1640 trok De Geer opnieuw naar Zweden en werd daar een jaar later in de adelstand verheven. Deze titel stelde hem in staat driekwart van de gepachte landerijen te kopen. Zo werd hij Heer van Österby, etc. in Uppland, een mijnbouwgebied ten noorden van Stockholm.

### Afrika Compagnie
In opdracht van Axel Oxenstierna reisde De Geer naar Amsterdam om steun te verwerven voor een Zweedse oorlog tegen Denemarken. In 1644 leverde hij een complete marine, 32 schepen met zeelieden, wapentuig en officieren, waarmee het Deense Fehmarn door de Zweden kon worden bezet. De Geer bekostigde een deel van deze expeditie. Ook Denemarken kocht wapens, schepen en manschappen in de Republiek. In 1646, een jaar na het einde van de oorlog, organiseerde De Geer een Zweedse handelsexpeditie naar Afrika. Deze expeditie keerde terug met suiker, goud, ivoor en tot slaaf gemaakte Afrikanen, die aan de Goudkust waren gekocht. De Geer schonk vier slaven aan Oxenstierna.
Nadat zijn monopolie op de Zweedse koperhandel in 1648 afliep, richtte De Geer de Zweedse Afrika Compagnie op. Dit leidde tot verontwaardiging in Amsterdam, een rel. De compagnie had tot doel zich te begeven in dezelfde, lucratieve driehoekshandel als de Amsterdamse WIC. Zij handelde in plaatkoper, ijzer, goud, ivoor, slaven, tabak, suiker, zilver en zout. Zweden stortte zich hiermee voor het eerst in de trans-Atlantische slavenhandel. In 1650 veroverde de slavenhandelaar Hendrik Carloff namens de Afrika Compagnie een deel van de Goudkust, de zg. Zweedse Goudkust, ten einde handel te drijven met plaatselijke Afrikaanse koninkrijken.

### Overlijden
In 1652 werd De Geer ziek tijdens een reis naar Zweden, en keerde terug naar Amsterdam, waar hij overleed. Hij werd begraven in het familiegraf in de Augustijnenkerk te Dordrecht. Tien jaar na zijn dood kwam er ook een einde aan de suprematie van het Hollandse kapitaal in de Zweedse mijnbouw en metaalindustrie.

## Nageslacht en erfenis
Het adellijke geslacht De Geer was vooraanstaand in zowel Nederland als Zweden. 
De Geers woonhuis in Stockholm is tegenwoordig de Nederlandse ambassade. De bibliotheek van De Geer is nog intact en bevindt zich in Norrköping.